# ياسوهيكو أساكا
قائد الجيش الأمير ياسوهيكو أساكا وهو من السلالة الحاكمة في اليابان. كان مؤسس فرع جانبية من العائلة الامبراطورية اليابانية وضابط المهنية في الجيش الإمبراطوري الياباني. صهر الإمبراطور ميجي وعمه بزواج الإمبراطور هيروهيتو. كان الأمير أساكا قائد القوات اليابانية في الهجوم الأخير على نانجينغ، عاصمة الصين القومية آنذاك، في ديسمبر 1937. وكان مرتكبًا لمذبحة نانكينغ في عام 1937 ولكن لم يتم توجيه أي تهمة إليه.

## وصلات خارجية
- Profile of Asaka
- About this museum — Tokyo Metropolitan Teien Art Museum
- Ammentorp، Steen. "Asuka, Prince". The Generals of World War II. مؤرشف من الأصل في 2012-02-12.
- Chen، Peter. "Yasuhiko". WW2 Database. مؤرشف من الأصل في 2019-06-24.